# Округ Ливингстон (Мисури)
Округ Ливингстон (енгл. Livingston County) је округ у америчкој савезној држави Мисури.

## Демографија
По попису из 2010. године број становника је 15.195, што је 637 (4,4%) становника више него 2000. године.
| Група             | 2000.          | 2010.          |
| Белци             | 13.911 (95,6%) | 14.386 (94,7%) |
| Афроамериканци    | 339 (2,3%)     | 367 (2,4%)     |
| Азијати           | 39 (0,3%)      | 42 (0,3%)      |
| Хиспаноамериканци | 94 (0,6%)      | 181 (1,2%)     |
| Укупно            | 14.558         | 15.195         |